# Ischnotoma (Ischnotoma) fastidiosa
Ischnotoma (Ischnotoma) fastidiosa is een tweevleugelige uit de familie langpootmuggen (Tipulidae). De soort komt voor in het Australaziatisch gebied.